# Kvalifikace na Mistrovství světa ve fotbale 2022 (CONMEBOL)
Kvalifikace na mistrovství světa ve fotbale 2022 zóny CONMEBOL určí 4 přímé účastníky Mistrovství světa ve fotbale 2022 v Kataru a 1 účastníka mezikontinentální baráže.
Kvalifikace jihoamerické zóny začala 9. října 2020 a skončí 29. března 2022. Všech 10 týmů utvořilo jedinou skupinu, ve které se spolu utká každý s každým jednou doma a jednou venku (každý tým tak odehraje celkem 18 zápasů). První čtyři týmy přímo postupují na mistrovství a tým na pátém místě se zúčastní mezikontinentální baráže.

## Tabulka
| Tým       | Z  | V  | R | P  | VG | IG | +/- | B  |
| --------- | -- | -- | - | -- | -- | -- | --- | -- |
| Brazílie  | 17 | 14 | 3 | 0  | 40 | 5  | +35 | 45 |
| Argentina | 17 | 11 | 6 | 0  | 27 | 8  | +19 | 39 |
| Uruguay   | 18 | 8  | 4 | 6  | 22 | 22 | 0   | 28 |
| Ekvádor   | 18 | 7  | 5 | 6  | 27 | 19 | +8  | 26 |
| Peru      | 18 | 7  | 3 | 8  | 19 | 22 | -3  | 24 |
| Kolumbie  | 18 | 5  | 8 | 5  | 20 | 19 | +1  | 23 |
| Chile     | 18 | 5  | 4 | 9  | 19 | 26 | -7  | 19 |
| Paraguay  | 18 | 3  | 7 | 8  | 12 | 26 | -14 | 16 |
| Bolívie   | 18 | 4  | 3 | 11 | 23 | 42 | -19 | 15 |
| Venezuela | 18 | 3  | 1 | 14 | 14 | 33 | -20 | 10 |

- Týmy  Brazílie,  Argentina,  Uruguay a  Ekvádor postoupily na Mistrovství světa ve fotbale 2022.
- Peru postoupilo do mezikontinentální baráže.

## Zápasy

### 1 Kolo
| 8.10.2020          |                                 |                   |                                                                            |
| Paraguay           | 2–2                             | Peru              | Estadio Defensores del Chaco, Asunción rozhodčí: Néstor Pitana (Argentina) |
| Á. Romero 66', 81' | Report (FIFA) Report (CONMEBOL) | Carrillo 52', 85' | Estadio Defensores del Chaco, Asunción rozhodčí: Néstor Pitana (Argentina) |

| 8.10.2020                        |                                 |             |                                                                 |
| Uruguay                          | 2–1                             | Chile       | Estadio Centenario, Montevideo rozhodčí: Éber Aquino (Paraguay) |
| L. Suárez 39' (pen.) Gómez 90+3' | Report (FIFA) Report (CONMEBOL) | Sánchez 54' | Estadio Centenario, Montevideo rozhodčí: Éber Aquino (Paraguay) |

| 8.10.2020        |                                 |         |                                                                          |
| Argentina        | 1–0                             | Ekvádor | Estadio Alberto J. Armando, Buenos Aires rozhodčí: Roberto Tobar (Chile) |
| Messi 13' (pen.) | Report (FIFA) Report (CONMEBOL) |         | Estadio Alberto J. Armando, Buenos Aires rozhodčí: Roberto Tobar (Chile) |

| 9.10.2020                    |                                 |           |                                                                                             |
| Kolumbie                     | 3–0                             | Venezuela | Estadio Metropolitano Roberto Meléndez, Barranquilla rozhodčí: Guillermo Guerrero (Ecuador) |
| Zapata 16' Muriel 26', 45+3' | Report (FIFA) Report (CONMEBOL) |           | Estadio Metropolitano Roberto Meléndez, Barranquilla rozhodčí: Guillermo Guerrero (Ecuador) |

| 9.10.2020                                                       |                                 |         |                                                                  |
| Brazílie                                                        | 5–0                             | Bolívie | Neo Química Arena, São Paulo rozhodčí: Leodán González (Uruguay) |
| Marquinhos 16' Firmino 30', 49' Carrasco 66' (vl.) Coutinho 73' | Report (FIFA) Report (CONMEBOL) |         | Neo Química Arena, São Paulo rozhodčí: Leodán González (Uruguay) |

### 2 Kolo
| 13.10.2020 |                                 |                             |                                                            |
| Bolívie    | 1–2                             | Argentina                   | Estadio Hernando Siles, La Paz rozhodčí: Diego Haro (Peru) |
| Moreno 24' | Report (FIFA) Report (CONMEBOL) | La. Martínez 45' Correa 79' | Estadio Hernando Siles, La Paz rozhodčí: Diego Haro (Peru) |

| 13.10.2020                                  |                                 |                                    |                                                                       |
| Ekvádor                                     | 4–2                             | Uruguay                            | Estadio Rodrigo Paz Delgado, Quito rozhodčí: Wilmar Roldán (Colombia) |
| M. Caicedo 14' Estrada 45+3', 52' Plata 75' | Report (FIFA) Report (CONMEBOL) | L. Suárez 83' (pen.), 90+5' (pen.) | Estadio Rodrigo Paz Delgado, Quito rozhodčí: Wilmar Roldán (Colombia) |

| 13.10.2020 |                                 |             |                                                                           |
| Venezuela  | 0–1                             | Paraguay    | Estadio Metropolitano de Mérida, Mérida rozhodčí: Andrés Rojas (Colombia) |
|            | Report (FIFA) Report (CONMEBOL) | Giménez 85' | Estadio Metropolitano de Mérida, Mérida rozhodčí: Andrés Rojas (Colombia) |

| 13.10.2020            |                                 |                                                      |                                                         |
| Peru                  | 2–4                             | Brazílie                                             | Estadio Nacional, Lima rozhodčí: Julio Bascuñán (Chile) |
| Carrillo 5' Tapia 59' | Report (FIFA) Report (CONMEBOL) | Neymar 28' (pen.), 83' (pen.), 90+4' Richarlison 64' | Estadio Nacional, Lima rozhodčí: Julio Bascuñán (Chile) |

| 13.10.2020                   |                                 |                       |                                                                                        |
| Chile                        | 2–2                             | Kolumbie              | Estadio Nacional Julio Martínez Prádanos, Santiago rozhodčí: Darío Herrera (Argentina) |
| Vidal 37' (pen.) Sánchez 41' | Report (FIFA) Report (CONMEBOL) | Lerma 6' Falcao 90+1' | Estadio Nacional Julio Martínez Prádanos, Santiago rozhodčí: Darío Herrera (Argentina) |

### 3 Kolo
| 12.11.2020          |                                 |                                           |                                                                  |
| Bolívie             | 2–3                             | Ekvádor                                   | Estadio Hernando Siles, La Paz rozhodčí: Wilton Sampaio (Brazil) |
| Arce 37' Moreno 60' | Report (FIFA) Report (CONMEBOL) | B. Caicedo 46' Mena 55' Gruezo 88' (pen.) | Estadio Hernando Siles, La Paz rozhodčí: Wilton Sampaio (Brazil) |

| 12.11.2020   |                                 |                      |                                                                           |
| Argentina    | 1–1                             | Paraguay             | Estadio Alberto J. Armando, Buenos Aires rozhodčí: Raphael Claus (Brazil) |
| González 41' | Report (FIFA) Report (CONMEBOL) | Á. Romero 21' (pen.) | Estadio Alberto J. Armando, Buenos Aires rozhodčí: Raphael Claus (Brazil) |

| 13.11.2020 |                                 |                                          |                                                                                               |
| Kolumbie   | 0–3                             | Uruguay                                  | Estadio Metropolitano Roberto Meléndez, Barranquilla rozhodčí: Fernando Rapallini (Argentina) |
|            | Report (FIFA) Report (CONMEBOL) | Cavani 5' L. Suárez 54' (pen.) Núñez 73' | Estadio Metropolitano Roberto Meléndez, Barranquilla rozhodčí: Fernando Rapallini (Argentina) |

| 12.11.2020     |                                 |      |                                                                                         |
| Chile          | 2–0                             | Peru | Estadio Nacional Julio Martínez Prádanos, Santiago rozhodčí: Esteban Ostojich (Uruguay) |
| Vidal 19', 34' | Report (FIFA) Report (CONMEBOL) |      | Estadio Nacional Julio Martínez Prádanos, Santiago rozhodčí: Esteban Ostojich (Uruguay) |

| 13.11.2020  |                                 |           |                                                                         |
| Brazílie    | 1–0                             | Venezuela | Estádio do Morumbi, São Paulo rozhodčí: Juan Gabriel Benítez (Paraguay) |
| Firmino 66' | Report (FIFA) Report (CONMEBOL) |           | Estádio do Morumbi, São Paulo rozhodčí: Juan Gabriel Benítez (Paraguay) |

### 4 Kolo
| 17.11.2020         |                                 |           |                                                                            |
| Venezuela          | 2–1                             | Chile     | Estadio Olímpico de la UCV, Caracas rozhodčí: Patricio Loustau (Argentina) |
| Mago 9' Rondón 81' | Report (FIFA) Report (CONMEBOL) | Vidal 15' | Estadio Olímpico de la UCV, Caracas rozhodčí: Patricio Loustau (Argentina) |

| 17.11.2020                                                            |                                 |                        |                                                                           |
| Ekvádor                                                               | 6–1                             | Kolumbie               | Estadio Rodrigo Paz Delgado, Quito rozhodčí: Jesús Valenzuela (Venezuela) |
| Arboleda 7' Mena 9' Estrada 32' Arreaga 39' Plata 78' Estupiñán 90+1' | Report (FIFA) Report (CONMEBOL) | Rodríguez 45+1' (pen.) | Estadio Rodrigo Paz Delgado, Quito rozhodčí: Jesús Valenzuela (Venezuela) |

| 17.11.2020 |                                 |                            |                                                                |
| Uruguay    | 0–2                             | Brazílie                   | Estadio Centenario, Montevideo rozhodčí: Roberto Tobar (Chile) |
|            | Report (FIFA) Report (CONMEBOL) | Arthur 33' Richarlison 45' | Estadio Centenario, Montevideo rozhodčí: Roberto Tobar (Chile) |

| 17.11.2020                              |                                 |                         |                                                                             |
| Paraguay                                | 2–2                             | Bolívie                 | Estadio Defensores del Chaco, Asunción rozhodčí: Alexis Herrera (Venezuela) |
| Á. Romero 19' (pen.) Romero Gamarra 72' | Report (FIFA) Report (CONMEBOL) | Moreno 41' Céspedes 45' | Estadio Defensores del Chaco, Asunción rozhodčí: Alexis Herrera (Venezuela) |

| 17.11.2020 |                                 |                               |                                                           |
| Peru       | 0–2                             | Argentina                     | Estadio Nacional, Lima rozhodčí: Wilmar Roldán (Colombia) |
|            | Report (FIFA) Report (CONMEBOL) | González 17' La. Martínez 28' | Estadio Nacional, Lima rozhodčí: Wilmar Roldán (Colombia) |

### 7 Kolo
| 3.6.2021                        |                                 |                |                                                                 |
| Bolívie                         | 3–1                             | Venezuela      | Estadio Hernando Siles, La Paz rozhodčí: Jhon Ospina (Colombia) |
| Moreno 5', 83' Di. Bejarano 60' | Report (FIFA) Report (CONMEBOL) | Chancellor 26' | Estadio Hernando Siles, La Paz rozhodčí: Jhon Ospina (Colombia) |

| 3.6.2021 |                                 |          |                                                                   |
| Uruguay  | 0–0                             | Paraguay | Estadio Centenario, Montevideo rozhodčí: Wilmar Roldán (Colombia) |
|          | Report (FIFA) Report (CONMEBOL) |          | Estadio Centenario, Montevideo rozhodčí: Wilmar Roldán (Colombia) |

| 3.6.2021         |                                 |             |                                                                                             |
| Argentina        | 1–1                             | Chile       | Estadio Único Madre de Ciudades, Santiago del Estero rozhodčí: Jesús Valenzuela (Venezuela) |
| Messi 23' (pen.) | Report (FIFA) Report (CONMEBOL) | Sánchez 36' | Estadio Único Madre de Ciudades, Santiago del Estero rozhodčí: Jesús Valenzuela (Venezuela) |

| 3.6.2021 |                                 |                             |                                                          |
| Peru     | 0–3                             | Kolumbie                    | Estadio Nacional, Lima rozhodčí: Wilton Sampaio (Brazil) |
|          | Report (FIFA) Report (CONMEBOL) | Mina 40' Uribe 49' Díaz 55' | Estadio Nacional, Lima rozhodčí: Wilton Sampaio (Brazil) |

| 4.6.2021                            |                                 |         |                                                                      |
| Brazílie                            | 2–0                             | Ekvádor | Estádio Beira-Rio, Porto Alegre rozhodčí: Alexis Herrera (Venezuela) |
| Richarlison 65' Neymar 90+4' (pen.) | Report (FIFA) Report (CONMEBOL) |         | Estádio Beira-Rio, Porto Alegre rozhodčí: Alexis Herrera (Venezuela) |

### 8 Kolo
| 8.6.2021    |                                 |                         |                                                                         |
| Ekvádor     | 1–2                             | Peru                    | Estadio Rodrigo Paz Delgado, Quito rozhodčí: Esteban Ostojich (Uruguay) |
| Plata 90+3' | Report (FIFA) Report (CONMEBOL) | Cueva 63' Advíncula 89' | Estadio Rodrigo Paz Delgado, Quito rozhodčí: Esteban Ostojich (Uruguay) |

| 8.6.2021  |                                 |         |                                                                         |
| Venezuela | 0–0                             | Uruguay | Estadio Olímpico de la UCV, Caracas rozhodčí: Anderson Daronco (Brazil) |
|           | Report (FIFA) Report (CONMEBOL) |         | Estadio Olímpico de la UCV, Caracas rozhodčí: Anderson Daronco (Brazil) |

| 8.6.2021                      |                                 |                      |                                                                                      |
| Kolumbie                      | 2–2                             | Argentina            | Estadio Metropolitano Roberto Meléndez, Barranquilla rozhodčí: Roberto Tobar (Chile) |
| Muriel 51' (pen.) Borja 90+4' | Report (FIFA) Report (CONMEBOL) | Romero 3' Paredes 8' | Estadio Metropolitano Roberto Meléndez, Barranquilla rozhodčí: Roberto Tobar (Chile) |

| 8.6.2021 |                                 |                         |                                                                               |
| Paraguay | 0–2                             | Brazílie                | Estadio Defensores del Chaco, Asunción rozhodčí: Patricio Loustau (Argentina) |
|          | Report (FIFA) Report (CONMEBOL) | Neymar 4' Paquetá 90+3' | Estadio Defensores del Chaco, Asunción rozhodčí: Patricio Loustau (Argentina) |

| 8.6.2021   |                                 |                   |                                                                            |
| Chile      | 1–1                             | Bolívie           | Estadio San Carlos de Apoquindo, Santiago rozhodčí: Eber Aquino (Paraguay) |
| Pulgar 69' | Report (FIFA) Report (CONMEBOL) | Moreno 81' (pen.) | Estadio San Carlos de Apoquindo, Santiago rozhodčí: Eber Aquino (Paraguay) |

### 9 Kolo
| 2.9.2021    |                                 |              |                                                                     |
| Bolívie     | 1–1                             | Kolumbie     | Estadio Hernando Siles, La Paz rozhodčí: Alexis Herrera (Venezuela) |
| Saucedo 83' | Report (FIFA) Report (CONMEBOL) | Martínez 69' | Estadio Hernando Siles, La Paz rozhodčí: Alexis Herrera (Venezuela) |

| 2.9.2021                 |                                 |          |                                                                       |
| Ekvádor                  | 2–0                             | Paraguay | Estadio Rodrigo Paz Delgado, Quito rozhodčí: Andrés Matonte (Uruguay) |
| Torres 88' Estrada 90+5' | Report (FIFA) Report (CONMEBOL) |          | Estadio Rodrigo Paz Delgado, Quito rozhodčí: Andrés Matonte (Uruguay) |

| 2.9.2021             |                                 |                                                |                                                                         |
| Venezuela            | 1–3                             | Argentina                                      | Estadio Olímpico de la UCV, Caracas rozhodčí: Leodán González (Uruguay) |
| Soteldo 90+4' (pen.) | Report (FIFA) Report (CONMEBOL) | La. Martínez 45+2' J. Correa 71'*Á. Correa 74' | Estadio Olímpico de la UCV, Caracas rozhodčí: Leodán González (Uruguay) |

| 2.9.2021  |                                 |                   |                                                            |
| Peru      | 1–1                             | Uruguay           | Estadio Nacional, Lima rozhodčí: Néstor Pitana (Argentina) |
| Tapia 25' | Report (FIFA) Report (CONMEBOL) | De Arrascaeta 29' | Estadio Nacional, Lima rozhodčí: Néstor Pitana (Argentina) |

| 2.9.2021 |                                 |             |                                                                         |
| Chile    | 0–1                             | Brazílie    | Estadio Monumental David Arellano, Santiago rozhodčí: Diego Haro (Peru) |
|          | Report (FIFA) Report (CONMEBOL) | Ribeiro 64' | Estadio Monumental David Arellano, Santiago rozhodčí: Diego Haro (Peru) |

### 6 Kolo
| 22.9.2022 |                                 |           |                                                 |
| Brazílie  | '                               | Argentina | Melbourne Cricket Ground, Melbourne (Austrálie) |
|           | Report (FIFA) Report (CONMEBOL) |           | Melbourne Cricket Ground, Melbourne (Austrálie) |

| 5.9.2021 |                                 |       |                                                                        |
| Ekvádor  | 0–0                             | Chile | Estadio Rodrigo Paz Delgado, Quito rozhodčí: Facundo Tello (Argentina) |
|          | Report (FIFA) Report (CONMEBOL) |       | Estadio Rodrigo Paz Delgado, Quito rozhodčí: Facundo Tello (Argentina) |

| 5.9.2021                                               |                                 |                        |                                                                        |
| Uruguay                                                | 4–2                             | Bolívie                | Estadio Campeón del Siglo, Montevideo rozhodčí: Eber Aquino (Paraguay) |
| De Arrascaeta 15', 67' (pen.) Valverde 31' Álvarez 47' | Report (FIFA) Report (CONMEBOL) | Moreno 59', 84' (pen.) | Estadio Campeón del Siglo, Montevideo rozhodčí: Eber Aquino (Paraguay) |

| 5.9.2021     |                                 |                     |                                                                         |
| Paraguay     | 1–1                             | Kolumbie            | Estadio Defensores del Chaco, Asunción rozhodčí: Raphael Claus (Brazil) |
| Sanabria 40' | Report (FIFA) Report (CONMEBOL) | Cuadrado 53' (pen.) | Estadio Defensores del Chaco, Asunción rozhodčí: Raphael Claus (Brazil) |

| 5.9.2021  |                                 |           |                                                        |
| Peru      | 1–0                             | Venezuela | Estadio Nacional, Lima rozhodčí: Luis Quiroz (Ecuador) |
| Cueva 35' | Report (FIFA) Report (CONMEBOL) |           | Estadio Nacional, Lima rozhodčí: Luis Quiroz (Ecuador) |

### 10 Kolo
| 9.9.2021      |                                 |         |                                                                           |
| Uruguay       | 1–0                             | Ekvádor | Estadio Campeón del Siglo, Montevideo rozhodčí: Anderson Daronco (Brazil) |
| Pereiro 90+2' | Report (FIFA) Report (CONMEBOL) |         | Estadio Campeón del Siglo, Montevideo rozhodčí: Anderson Daronco (Brazil) |

| 9.9.2021                          |                                 |                |                                                                        |
| Paraguay                          | 2–1                             | Venezuela      | Estadio Defensores del Chaco, Asunción rozhodčí: Roberto Tobar (Chile) |
| D. Martínez 7' Romero Gamarra 46' | Report (FIFA) Report (CONMEBOL) | Chancellor 90' | Estadio Defensores del Chaco, Asunción rozhodčí: Roberto Tobar (Chile) |

| 9.9.2021                       |                                 |             |                                                                                       |
| Kolumbie                       | 3–1                             | Chile       | Estadio Metropolitano Roberto Meléndez, Barranquilla rozhodčí: Andrés Cunha (Uruguay) |
| Borja 19' (pen.), 20' Díaz 74' | Report (FIFA) Report (CONMEBOL) | Meneses 56' | Estadio Metropolitano Roberto Meléndez, Barranquilla rozhodčí: Andrés Cunha (Uruguay) |

| 9.9.2021            |                                 |         |                                                                                         |
| Argentina           | 3–0                             | Bolívie | Estadio Monumental Antonio Vespucio Liberti, Buenos Aires rozhodčí: Kevin Ortega (Peru) |
| Messi 14', 64', 88' | Report (FIFA) Report (CONMEBOL) |         | Estadio Monumental Antonio Vespucio Liberti, Buenos Aires rozhodčí: Kevin Ortega (Peru) |

| 9.9.2021               |                                 |      |                                                                           |
| Brazílie               | 2–0                             | Peru | Arena Pernambuco, São Lourenço da Mata rozhodčí: Wilmar Roldán (Colombia) |
| Ribeiro 15' Neymar 40' | Report (FIFA) Report (CONMEBOL) |      | Arena Pernambuco, São Lourenço da Mata rozhodčí: Wilmar Roldán (Colombia) |

### 11 Kolo
| 7.10.2021 |                                 |          |                                                                                |
| Uruguay   | 0–0                             | Kolumbie | Estadio Gran Parque Central, Montevideo rozhodčí: Jesús Valenzuela (Venezuela) |
|           | Report (FIFA) Report (CONMEBOL) |          | Estadio Gran Parque Central, Montevideo rozhodčí: Jesús Valenzuela (Venezuela) |

| 7.10.2021 |                                 |           |                                                                            |
| Paraguay  | 0–0                             | Argentina | Estadio Defensores del Chaco, Asunción rozhodčí: Anderson Daronco (Brazil) |
|           | Report (FIFA) Report (CONMEBOL) |           | Estadio Defensores del Chaco, Asunción rozhodčí: Anderson Daronco (Brazil) |

| 7.10.2021   |                                 |                                                        |                                                                   |
| Venezuela   | 1–3                             | Brazílie                                               | Estadio Olímpico de la UCV, Caracas rozhodčí: Kevin Ortega (Peru) |
| Ramírez 11' | Report (FIFA) Report (CONMEBOL) | Marquinhos 71' Gabriel Barbosa 85' (pen.) Antony 90+5' | Estadio Olímpico de la UCV, Caracas rozhodčí: Kevin Ortega (Peru) |

| 7.10.2021                     |                                 |         |                                                                                      |
| Ekvádor                       | 3–0                             | Bolívie | Estadio Monumental Isidro Romero Carbo, Guayaquil rozhodčí: Wilmar Roldán (Colombia) |
| Estrada 13' Valencia 16', 18' | Report (FIFA) Report (CONMEBOL) |         | Estadio Monumental Isidro Romero Carbo, Guayaquil rozhodčí: Wilmar Roldán (Colombia) |

| 7.10.2021          |                                 |       |                                                               |
| Peru               | 2–0                             | Chile | Estadio Nacional, Lima rozhodčí: Christian Ferreyra (Uruguay) |
| Cueva 36' Peña 64' | Report (FIFA) Report (CONMEBOL) |       | Estadio Nacional, Lima rozhodčí: Christian Ferreyra (Uruguay) |

### 5 Kolo
| 10.10.2021  |                                 |      |                                                                       |
| Bolívie     | 1–0                             | Peru | Estadio Hernando Siles, La Paz rozhodčí: Guillermo Guerrero (Ecuador) |
| R. Vaca 83' | Report (FIFA) Report (CONMEBOL) |      | Estadio Hernando Siles, La Paz rozhodčí: Guillermo Guerrero (Ecuador) |

| 10.10.2021             |                                 |                     |                                                                      |
| Venezuela              | 2–1                             | Ekvádor             | Estadio Olímpico de la UCV, Caracas rozhodčí: Andrés Cunha (Uruguay) |
| Machís 45+1' Bello 64' | Report (FIFA) Report (CONMEBOL) | Valencia 37' (pen.) | Estadio Olímpico de la UCV, Caracas rozhodčí: Andrés Cunha (Uruguay) |

| 10.10.2021 |                                 |          |                                                                                             |
| Kolumbie   | 0–0                             | Brazílie | Estadio Metropolitano Roberto Meléndez, Barranquilla rozhodčí: Patricio Loustau (Argentina) |
|            | Report (FIFA) Report (CONMEBOL) |          | Estadio Metropolitano Roberto Meléndez, Barranquilla rozhodčí: Patricio Loustau (Argentina) |

| 10.10.2021                             |                                 |         |                                                                                           |
| Argentina                              | 3–0                             | Uruguay | Estadio Monumental Antonio Vespucio Liberti, Buenos Aires rozhodčí: Roberto Tobar (Chile) |
| Messi 38' De Paul 44' La. Martínez 62' | Report (FIFA) Report (CONMEBOL) |         | Estadio Monumental Antonio Vespucio Liberti, Buenos Aires rozhodčí: Roberto Tobar (Chile) |

| 10.10.2021            |                                 |          |                                                                               |
| Chile                 | 2–0                             | Paraguay | Estadio San Carlos de Apoquindo, Santiago rozhodčí: Néstor Pitana (Argentina) |
| Brereton 69' Isla 72' | Report (FIFA) Report (CONMEBOL) |          | Estadio San Carlos de Apoquindo, Santiago rozhodčí: Néstor Pitana (Argentina) |

### 12 Kolo
| 14.10.2021                                            |                                 |          |                                                                   |
| Bolívie                                               | 4–0                             | Paraguay | Estadio Hernando Siles, La Paz rozhodčí: Andrés Matonte (Uruguay) |
| Ramallo 21' Villarroel 53'*Ábrego 84' Fernández 90+4' | Report (FIFA) Report (CONMEBOL) |          | Estadio Hernando Siles, La Paz rozhodčí: Andrés Matonte (Uruguay) |

| 14.10.2021 |                                 |         |                                                                                  |
| Kolumbie   | 0–0                             | Ekvádor | Estadio Metropolitano Roberto Meléndez, Barranquilla rozhodčí: Diego Haro (Peru) |
|            | Report (FIFA) Report (CONMEBOL) |         | Estadio Metropolitano Roberto Meléndez, Barranquilla rozhodčí: Diego Haro (Peru) |

| 14.10.2021       |                                 |      |                                                                                             |
| Argentina        | 1–0                             | Peru | Estadio Monumental Antonio Vespucio Liberti, Buenos Aires rozhodčí: Wilton Sampaio (Brazil) |
| La. Martínez 43' | Report (FIFA) Report (CONMEBOL) |      | Estadio Monumental Antonio Vespucio Liberti, Buenos Aires rozhodčí: Wilton Sampaio (Brazil) |

| 14.10.2021                   |                                 |           |                                                                            |
| Chile                        | 3–0                             | Venezuela | Estadio San Carlos de Apoquindo, Santiago rozhodčí: Raphael Claus (Brazil) |
| Pulgar 18', 37' Brereton 73' | Report (FIFA) Report (CONMEBOL) |           | Estadio San Carlos de Apoquindo, Santiago rozhodčí: Raphael Claus (Brazil) |

| 14.10.2021                                       |                                 |            |                                                                    |
| Brazílie                                         | 4–1                             | Uruguay    | Arena da Amazônia, Manaus rozhodčí: Fernando Rapallini (Argentina) |
| Neymar 10' Raphinha 18', 58' Gabriel Barbosa 83' | Report (FIFA) Report (CONMEBOL) | Suárez 77' | Arena da Amazônia, Manaus rozhodčí: Fernando Rapallini (Argentina) |

### 13 Kolo
| 11.11.2021   |                                 |           |                                                                           |
| Ekvádor      | 1–0                             | Venezuela | Estadio Rodrigo Paz Delgado, Quito rozhodčí: Christian Ferreyra (Uruguay) |
| Hincapié 41' | Report (FIFA) Report (CONMEBOL) |           | Estadio Rodrigo Paz Delgado, Quito rozhodčí: Christian Ferreyra (Uruguay) |

| 11.11.2021 |                                 |                 |                                                                               |
| Paraguay   | 0–1                             | Chile           | Estadio Defensores del Chaco, Asunción rozhodčí: Patricio Loustau (Argentina) |
|            | Report (FIFA) Report (CONMEBOL) | Silva 56' (vl.) | Estadio Defensores del Chaco, Asunción rozhodčí: Patricio Loustau (Argentina) |

| 11.11.2021  |                                 |          |                                                              |
| Brazílie    | 1–0                             | Kolumbie | Neo Química Arena, São Paulo rozhodčí: Roberto Tobar (Chile) |
| Paquetá 72' | Report (FIFA) Report (CONMEBOL) |          | Neo Química Arena, São Paulo rozhodčí: Roberto Tobar (Chile) |

| 11.11.2021                     |                                 |         |                                                         |
| Peru                           | 3–0                             | Bolívie | Estadio Nacional, Lima rozhodčí: Éber Aquino (Paraguay) |
| Lapadula 9' Cueva 31' Peña 39' | Report (FIFA) Report (CONMEBOL) |         | Estadio Nacional, Lima rozhodčí: Éber Aquino (Paraguay) |

| 12.11.2021 |                                 |             |                                                                            |
| Uruguay    | 0–1                             | Argentina   | Estadio Campeón del Siglo, Montevideo rozhodčí: Alexis Herrera (Venezuela) |
|            | Report (FIFA) Report (CONMEBOL) | Di María 7' | Estadio Campeón del Siglo, Montevideo rozhodčí: Alexis Herrera (Venezuela) |

### 14 Kolo
| 16.11.2021               |                                 |         |                                                                  |
| Bolívie                  | 3–0                             | Uruguay | Estadio Hernando Siles, La Paz rozhodčí: Wilton Sampaio (Brazil) |
| Arce 29', 79' Moreno 45' | Report (FIFA) Report (CONMEBOL) |         | Estadio Hernando Siles, La Paz rozhodčí: Wilton Sampaio (Brazil) |

| 16.11.2021 |                                 |                        |                                                                    |
| Venezuela  | 1–2                             | Peru                   | Estadio Olímpico de la UCV, Caracas rozhodčí: Bruno Arleu (Brazil) |
| Machís 52' | Report (FIFA) Report (CONMEBOL) | Lapadula 18' Cueva 65' | Estadio Olímpico de la UCV, Caracas rozhodčí: Bruno Arleu (Brazil) |

| 16.11.2021 |                                 |          |                                                                                          |
| Kolumbie   | 0–0                             | Paraguay | Estadio Metropolitano Roberto Meléndez, Barranquilla rozhodčí: Facundo Tello (Argentina) |
|            | Report (FIFA) Report (CONMEBOL) |          | Estadio Metropolitano Roberto Meléndez, Barranquilla rozhodčí: Facundo Tello (Argentina) |

| 16.11.2021 |                                 |          |                                                                              |
| Argentina  | 0–0                             | Brazílie | Estadio San Juan del Bicentenario, San Juan rozhodčí: Andrés Cunha (Uruguay) |
|            | Report (FIFA) Report (CONMEBOL) |          | Estadio San Juan del Bicentenario, San Juan rozhodčí: Andrés Cunha (Uruguay) |

| 16.11.2021 |                                 |                               |                                                                                    |
| Chile      | 0–2                             | Ekvádor                       | Estadio San Carlos de Apoquindo, Santiago rozhodčí: Fernando Rapallini (Argentina) |
|            | Report (FIFA) Report (CONMEBOL) | Estupiñán 9' M. Caicedo 90+3' | Estadio San Carlos de Apoquindo, Santiago rozhodčí: Fernando Rapallini (Argentina) |

### 15 Kolo
| 27.1.2022 |                                 |            |                                                      |
| Kolumbie  | 0 - 1                           | Peru       | Estadio Metropolitano Roberto Meléndez, Barranquilla |
|           | Report (FIFA) Report (CONMEBOL) | Flores 85' | Estadio Metropolitano Roberto Meléndez, Barranquilla |

| 27.1.2022 |                                 |               |                                       |
| Paraguay  | 0 - 1                           | Uruguay       | Estadio General Pablo Rojas, Asunción |
|           | Report (FIFA) Report (CONMEBOL) | L. Suárez 50' | Estadio General Pablo Rojas, Asunción |

| 27.1.2022    |                                 |                                   |                                     |
| Chile        | 1 - 2                           | Argentina                         | Estadio Zorros del Desierto, Calama |
| Brereton 21' | Report (FIFA) Report (CONMEBOL) | - Di María 10' - La. Martínez 34' | Estadio Zorros del Desierto, Calama |

| 27.1.2022  |                                 |             |                                    |
| Ekvádor    | 1 - 1                           | Brazílie    | Estadio Rodrigo Paz Delgado, Quito |
| Torres 75' | Report (FIFA) Report (CONMEBOL) | Casemiro 6' | Estadio Rodrigo Paz Delgado, Quito |

| 28.1.2022                       |                                 |             |                                |
| Venezuela                       | 4 - 1                           | Bolívie     | Estadio Agustín Tovar, Barinas |
| Rondón 24', 34', 67' Machís 55' | Report (FIFA) Report (CONMEBOL) | Miranda 38' | Estadio Agustín Tovar, Barinas |

### 16 Kolo
| 1.2.2022                                                         |                                 |                  |                                |
| Uruguay                                                          | 4 - 1                           | Venezuela        | Estadio Centenario, Montevideo |
| Bentancur 1' De Arrascaeta 23' Cavani 45+1' L. Suárez 53' (pen.) | Report (FIFA) Report (CONMEBOL) | Jf. Martínez 65' | Estadio Centenario, Montevideo |

| 1.2.2022   |                                 |            |                        |
| Peru       | 1 - 1                           | Ekvádor    | Estadio Nacional, Lima |
| Flores 69' | Report (FIFA) Report (CONMEBOL) | Estrada 2' | Estadio Nacional, Lima |

| 1.2.2022                                         |                                 |          |                          |
| Brazílie                                         | 4 - 0                           | Paraguay | Mineirão, Belo Horizonte |
| Raphinha 28' Coutinho 62' Antony 86' Rodrygo 88' | Report (FIFA) Report (CONMEBOL) |          | Mineirão, Belo Horizonte |

| 1.2.2022               |                                 |                            |                                |
| Bolívie                | 2 - 3                           | Chile                      | Estadio Hernando Siles, La Paz |
| Enoumba 37' Moreno 88' | Report (FIFA) Report (CONMEBOL) | Sánchez 14', 86' Núñez 77' | Estadio Hernando Siles, La Paz |

| 1.2.2022         |                                 |          |                                       |
| Argentina        | 1 - 0                           | Kolumbie | Estadio Mario Alberto Kempes, Córdoba |
| La. Martínez 29' | Report (FIFA) Report (CONMEBOL) |          | Estadio Mario Alberto Kempes, Córdoba |

### 17 Kolo
| 24.3.2022 00:30+1d SEČ |                                 |      |                                |
| Uruguay                | 1 - 0                           | Peru | Estadio Centenario, Montevideo |
| De Arrascaeta 42'      | Report (FIFA) Report (CONMEBOL) |      | Estadio Centenario, Montevideo |

| 24.3.2022 00:30+1d SEČ       |                                 |         |                                                      |
| Kolumbie                     | 3 - 0                           | Bolívie | Estadio Metropolitano Roberto Meléndez, Barranquilla |
| Díaz 39' Borja 72' Uribe 90' | Report (FIFA) Report (CONMEBOL) |         | Estadio Metropolitano Roberto Meléndez, Barranquilla |

| 24.3.2022 00:30+1d SEČ                                                        |                                 |       |                          |
| Brazílie                                                                      | 4 - 0                           | Chile | Maracanã, Rio de Janeiro |
| Neymar 44' (pen.) Vinícius Júnior 45+1' Coutinho 72' (pen.) Richarlison 90+1' | Report (FIFA) Report (CONMEBOL) |       | Maracanã, Rio de Janeiro |

| 24.3.2022 00:30+1d SEČ                       |                                 |                       |                                         |
| Paraguay                                     | 3 - 1                           | Ekvádor               | Estadio Antonio Aranda, Ciudad del Este |
| Morales 10' Hincapié 45+6' (vl.) Almirón 54' | Report (FIFA) Report (CONMEBOL) | J. Caicedo 85' (pen.) | Estadio Antonio Aranda, Ciudad del Este |

| 25.3.2022 00:30+1d SEČ              |                                 |           |                                          |
| Argentina                           | 3 - 0                           | Venezuela | Estadio Alberto J. Armando, Buenos Aires |
| González 34' Di María 79' Messi 82' | Report (FIFA) Report (CONMEBOL) |           | Estadio Alberto J. Armando, Buenos Aires |

### 18 Kolo
| 29.3.2022 01:30+1d SELČ |                                 |          |                        |
| Peru                    | 2-0                             | Paraguay | Estadio Nacional, Lima |
| Lapadula 5' Yotún 42'   | Report (FIFA) Report (CONMEBOL) |          | Estadio Nacional, Lima |

| 29.3.2022 01:30+1d SELČ |                                 |                        |                                        |
| Venezuela               | 0-1                             | Kolumbie               | Polideportivo Cachamay, Ciudad Guayana |
|                         | Report (FIFA) Report (CONMEBOL) | Rodríguez 45+4' (pen.) | Polideportivo Cachamay, Ciudad Guayana |

| 29.3.2022 01:30+1d SELČ |                                 |                                                        |                                |
| Bolívie                 | 0-4                             | Brazílie                                               | Estadio Hernando Siles, La Paz |
|                         | Report (FIFA) Report (CONMEBOL) | Paquetá 24' Richarlison 45', 90+1' Bruno Guimarães 66' | Estadio Hernando Siles, La Paz |

| 29.3.2022 01:30+1d SELČ |                                 |                            |                                           |
| Chile                   | 0-2                             | Uruguay                    | Estadio San Carlos de Apoquindo, Santiago |
|                         | Report (FIFA) Report (CONMEBOL) | L. Suárez 79' Valverde 90' | Estadio San Carlos de Apoquindo, Santiago |

| 29.3.2022 01:30+1d SELČ |                                 |             |                                                   |
| Ekvádor                 | 1-1                             | Argentina   | Estadio Monumental Isidro Romero Carbo, Guayaquil |
| Valencia 90+3'          | Report (FIFA) Report (CONMEBOL) | Álvarez 24' | Estadio Monumental Isidro Romero Carbo, Guayaquil |